# Миглиниекс, Игорс Янович
Игорс Янович Миглиниекс(латыш. Igors Miglinieks; 4 мая 1964, Рига, Латвийская ССР, СССР) — советский и латвийский баскетболист. Рост — 192 см. Атакующий защитник. Заслуженный мастер спорта СССР (1988).

## Биография
Отец Янис Миглиниекс выступал за рижский ВЭФ. Родной брат Раймонд Миглиниекс (1970 г.р.) — профессиональный баскетболист, экс-разыгрывающий ЦСКА.
С ранних лет приобщился к баскетболу. С помощью отца братья научились играть в волейбол, теннис, футбол, бадминтон, стоять на коньках, плавать. Игорс в детстве также занимался бальными танцами, был чемпионом Латвии по бальным танцам и баскетболу. В итоге, он выбрал баскетбол.
В 16 лет попал в рижский ВЭФ, почти сразу стал играть в основе.
В 1986 году, выступая за ЦСКА (Москва) стал участником «валютного скандала», когда на таможне после возвращения с зарубежного турнира, у него нашли валюту. Был подвергнут дисквалификации, находился в расположении войсковой части.
К 1988 году дисциплинарные меры были сняты, что позволило в итоге набрать форму и попасть в состав сборной на Олимпиаду в Сеуле.
В 1992 году, несмотря на давление Латвийской федерации баскетбола, Миглиниекс и другой знаменитый латвийский баскетболист Гундарс Ветра решили сыграть на Олимпийских играх в Барселоне в составе Объединенной команды, так как её игроки еще до распада СССР договорились вместе выступить на Олимпиаде. Сборная Объединенной команды заняла на турнире четвертое место.
С 1992 года играл за команды Германии, Литвы, Болгарии, Македонии, Швейцарии. Заканчивал карьеру в «Олимпасе» (Плунге, Литва) (1996/97).
Работал тренером в Латвии (сборная Латвии, БК Броцени), на Украине (БК «Киев»). В сезоне 2003/04 работал гл.тренером клуба суперлиги «Арсенал». Вместе с Йонасом Казлаускасом два года работал в Китае.
Дважды приводил к чемпионскому титулу АЕЛ (Кипр).
В 2008 работал главным тренером в «Спартак» Санкт-Петербург.
В настоящее время — тренер БК «Донецк».

## Достижения
- Чемпион СССР 1988
- Олимпийский чемпион 1988. Участник ОИ-1992 (4-е место в составе Объединенной команды).
- Чемпион Латвии 1991

## Семья
Женат. Имеет шестерых детей (старший сын Эдвардс).